# Astylosternus schioetzi
Espèce
Statut de conservation UICN

 EN B1ab(iii)+2ab(iii) : En danger
Astylosternus schioetzi est une espèce d'amphibiens de la famille des Arthroleptidae.

## Répartition
Cette espèce est endémique de la région du Littoral au Cameroun. Elle se rencontre dans les environs d'Édéa.

## Étymologie
Cette espèce est nommée en l'honneur d'Arne Schiøtz.

## Publication originale
- Amiet, 1978 : Les Astylosternus du Cameroun (Amphibia, Anura, Astylosterninae). Annales de la Faculté des Sciences du Cameroun, vol. 23/24, p. 99-227.